# Teknisk ritning

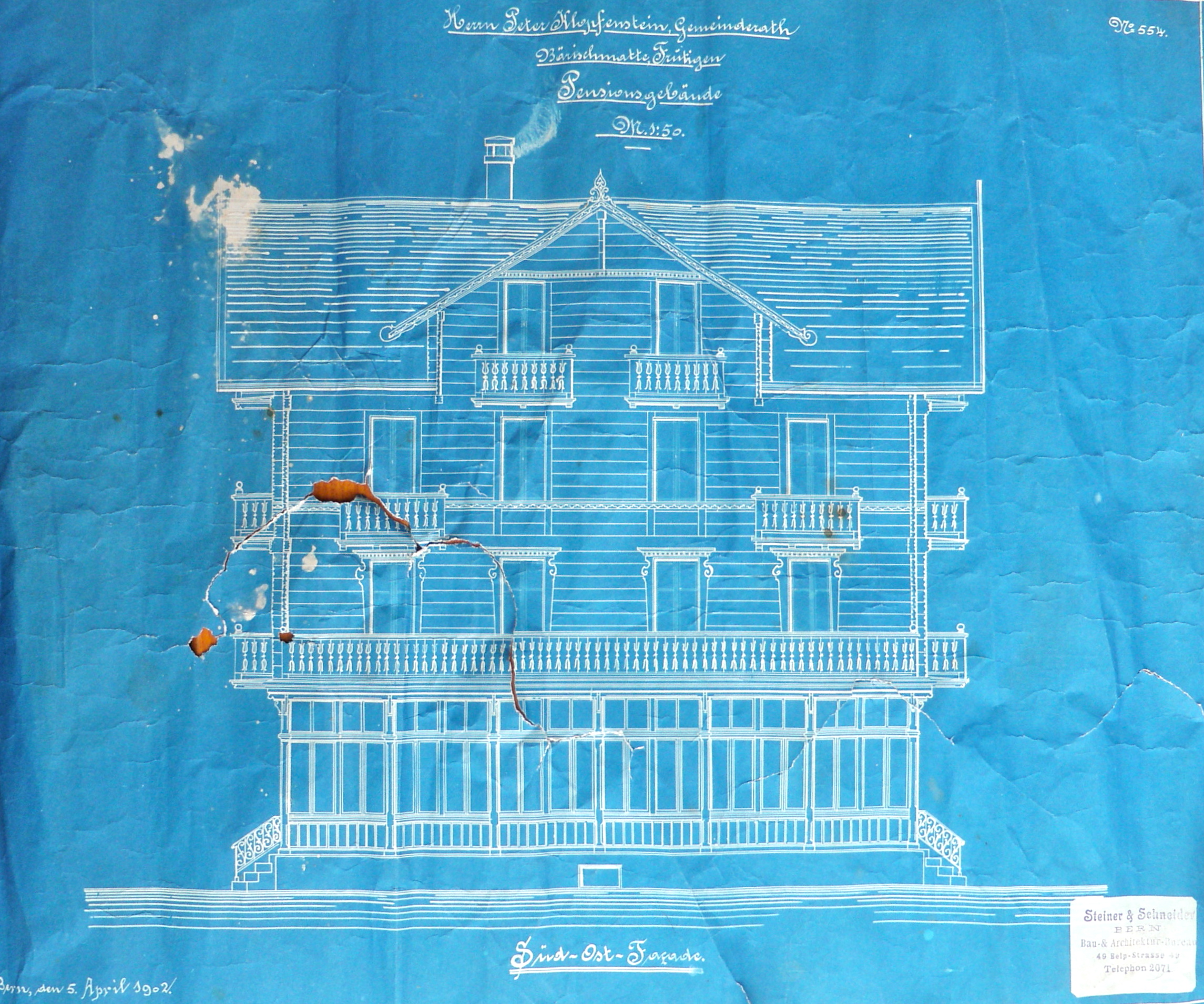
Tidig teknisk ritning i form av en blåkopia.

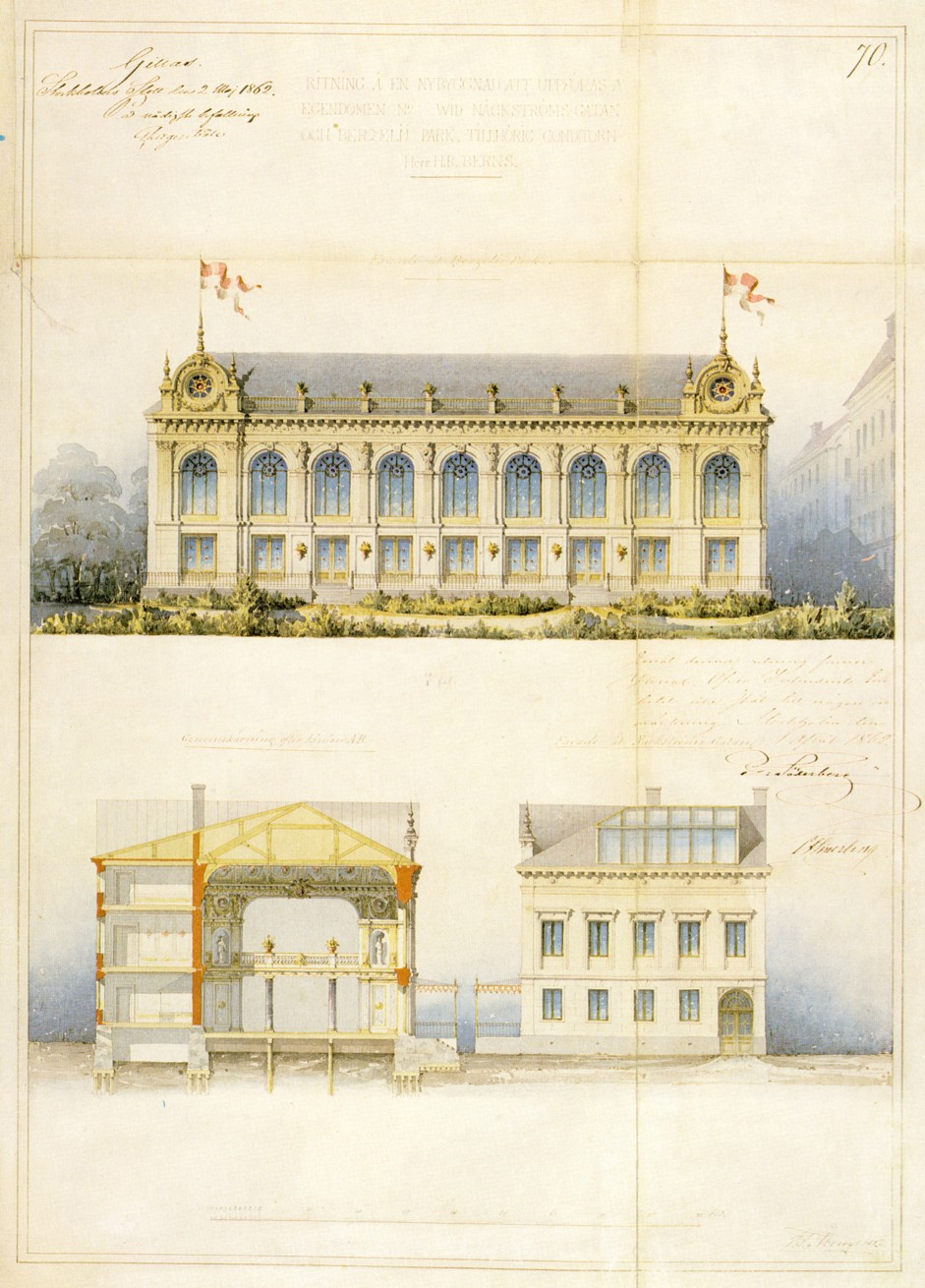
En byggnadsritning över Berns salonger, 1862.

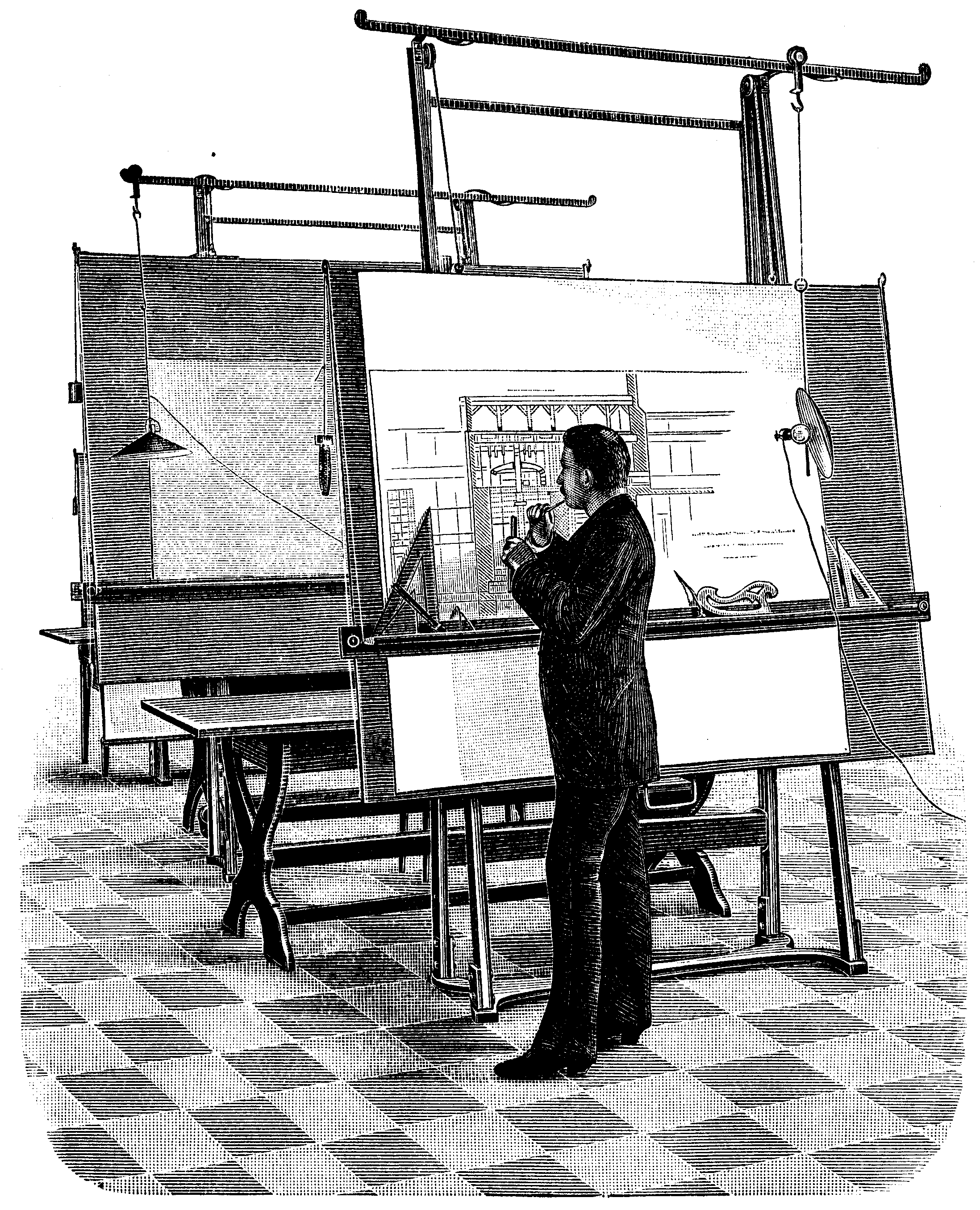
Arkitekt som skapar en ritning.

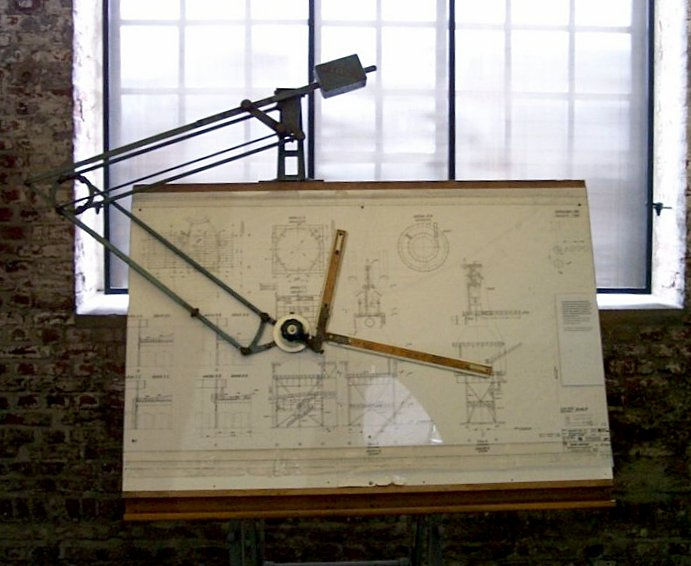
Ett ritbord.

En teknisk ritning är ett tekniskt dokument som används för att helt och hållet ange krav för produkter som ska tillverkas eller bearbetas.
Tekniska ritningar är till exempel ritningar på byggnader eller inredningsdetaljer, maskiner eller maskindelar samt båtar, fartyg eller andra farkoster. Ritningen dokumenterar en viss konstruktion eller vissa detaljer och är underlaget till den färdiga produkten eller för patentansökan. En ritning kan vara till hjälp vid senare tillfällen, till exempel vid en restaurering eller för att vid senare tillfälle kunna läsas av andra personer. Ritningar är ett viktigt sätt att spara och sprida information om en viss produkt eller ett tillvägagångssätt.

## Användning
Tekniska ritningar används av ett flertal yrkesgrupper, bland annat konstruktörer, arkitekter och landskapsingenjörer. Inom området för tekniska ritningar används ritteknik som grund där tillämpning av dess system och metoder används för att framställa en ritning som beskriver utseendet och krav på en produkt.[källa behövs] Framställning av en ritning kan göras för hand eller med datorstöd. För att ritningar ska tolkas med samma syn av olika aktörer har tillvägagångssättet för att skapa ritningar lett till att standarder har skapats av organisationer som SIS (Svenska institutet för standarder), CEN (European Committee for Standardization) och International Organization for Standardization (ISO). För att ritningar ska utföras på ett sätt och kunna läsas av en utbildad eller någon som har kunskap i ämnet, finns det regler hur olika ritningar framställs. Ritregler finns standardiserade både i internationella standarder, nationella standarder och speciella företagsspecifika standarder.

## Ritverktyg
Hjälpmedel för att framställa ritningar är penna av blyerts eller tusch, olika linjaler, passare eller kurvmallar. Tidigare utfördes ritningar för hand vid speciella bord ("ritbord") med påbyggd linjal med gradinställning och skala. För textning finns speciella schabloner ("textmallar") och för symboler finns "symbolmallar" som underlättar framställning av ritningar.
Numera används ofta dator med CAD-program vid framställning av ritningar. I CAD-programmet kan en 3D-modell skapas som sedan projiceras i vyer på ritningen och där mått- och tolerans-sätts. Att rita för hand har dock inte spelat ut sin roll eftersom det är enkelt att framställa ritningar för hand. För enkla ritningar används ofta benämningen skiss, som kan vara grunden till en senare ritning.

## Stöd och regler
Som stöd vid ritningsframtagandet finns ett antal olika delområden som ingående beskriver sitt område och hur och vad skaparen bör ta hänsyn till för att ritningen ska kunna tydas av andra. 

### Vyer
För att beskriva utseendet av en produkt på ett papper ritas vyerna tvådimensionellt. Detta medför att man oftast måste ha minst två vyer för att kunna få med alla tre dimensioner.

### Linjer
För att personen som ska tyda ritningen ska förstå vad linjerna beskriver skapar man olika typer av linjer beroende på vad de ska beskriva i vyn. Exempelvis innebär en heldragen bred linje att konturen är synlig. Används istället en streckad smal linje är linjen skymd i den vyn. Centrumlinjer illustreras med hjälp av en linje som består av streck och punkter om vartannat.[källa behövs]

### Form och läge
För att beskriva form på en produkt samt dess plan används ett antal olika uttryck som beroende på hur de placeras på ritningen har olika innebörd om hur produkten ska se ut. De beskriver bland annat rakhet, planhet, rundhet, cylindricitet, profilform, ytform, parallellitet, vinkelräthet, vinkelriktighet, koncentricitet, koaxialitet, lägeriktighet och profilläge.[källa behövs]